# Campylopus johannis-meyeri
Campylopus johannis-meyeri är en bladmossart som beskrevs av Jean Édouard Gabriel Narcisse Paris 1894. Campylopus johannis-meyeri ingår i släktet nervmossor, och familjen Dicranaceae. Inga underarter finns listade i Catalogue of Life.